# Арджеванидзе, Георгий Павлович

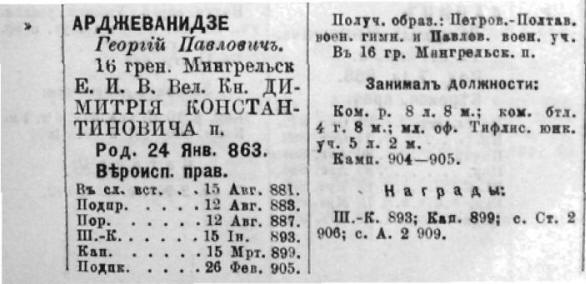
Из списока офицеров по старшинству, 1 марта 1914 года

Георгий Павлович Арджеванидзе (1863—1940) — русский военачальник, генерал-майор.

## Биография
Родился 24 января 1863 года в православной семье.
Общее образование получил в Петровско-Полтавской военной гимназии.
В службу вступил 15 августа 1881 года юнкером рядового звания в Павловское военное училище. Выпущен подпоручиком (ст. 12.08.1883) в 16-й гренадерский Мингрельский полк Кавказской гренадерской дивизии.
Поручик (ст. 12.08.1887). Штабс-капитан (ст. 15.06.1893). Капитан (ст. 15.03.1899). Участник русско-японской войны 1904—1905.
Подполковник (ст. 26.02.1905). Командовал ротой и батальоном. Состоял младшим офицером Тифлисского юнкерского училища.
Полковник (ст. 06.12.1910). На 1 марта 1914 года находился в том же чине в 16-м гренадерском Мингрельском полку.
Участник Первой мировой войны. Командир 153-го пехотного Бакинского полка (на 13.03.1915) 39-й пехотной дивизии 1-го Кавказского армейского корпуса.
Генерал-майор (пр. 15.06.1916; ст. 01.01.1916). Командир бригады 39-й пехотной дивизии (с 02.04.1916). На 10 июля 1916 года — в том же чине и должности.
Командующий 123-й пехотной дивизией (с 30.09.1917). В 1918—1921 годах служил в грузинской армии, с 1921 — в РККА, начальник Закавказской пехотной школы.
С 1928 года в отставке. Умер 16 января 1940 года.

## Награды
- Награждён орденом Св. Георгия 4-й степени (9 июля 1916) — за отличие при командовании 153-м пехотным Бакинским полком в период общего штурма Деве-Бойненских укреплений с 29 января по 3 февраля 1916 года. Будучи начальником левой штурмовой колонны, он под сильным огнём противника, несмотря на упорное сопротивление турок, к рассвету 30 января овладел фортом Далангез, а затем, несмотря на восемь ожесточенных контратак неприятеля, удержал его за собой, чем облегчил нашим силам штурм остальных фортов первой линии, закончившийся взятием всех Деве-Бойненских укреплений и поспешным отступлением турок[1].
- Также награждён орденами Св. Станислава 2-й степени (1906); Св. Анны 2-й степени (1909); мечи и бант к ордену Св. Владимира 4-й степени (ВП 13.03.1915).